# Compaction du sol
Ne doit pas être confondu avec Tassement du sol ou Compactage de sol.

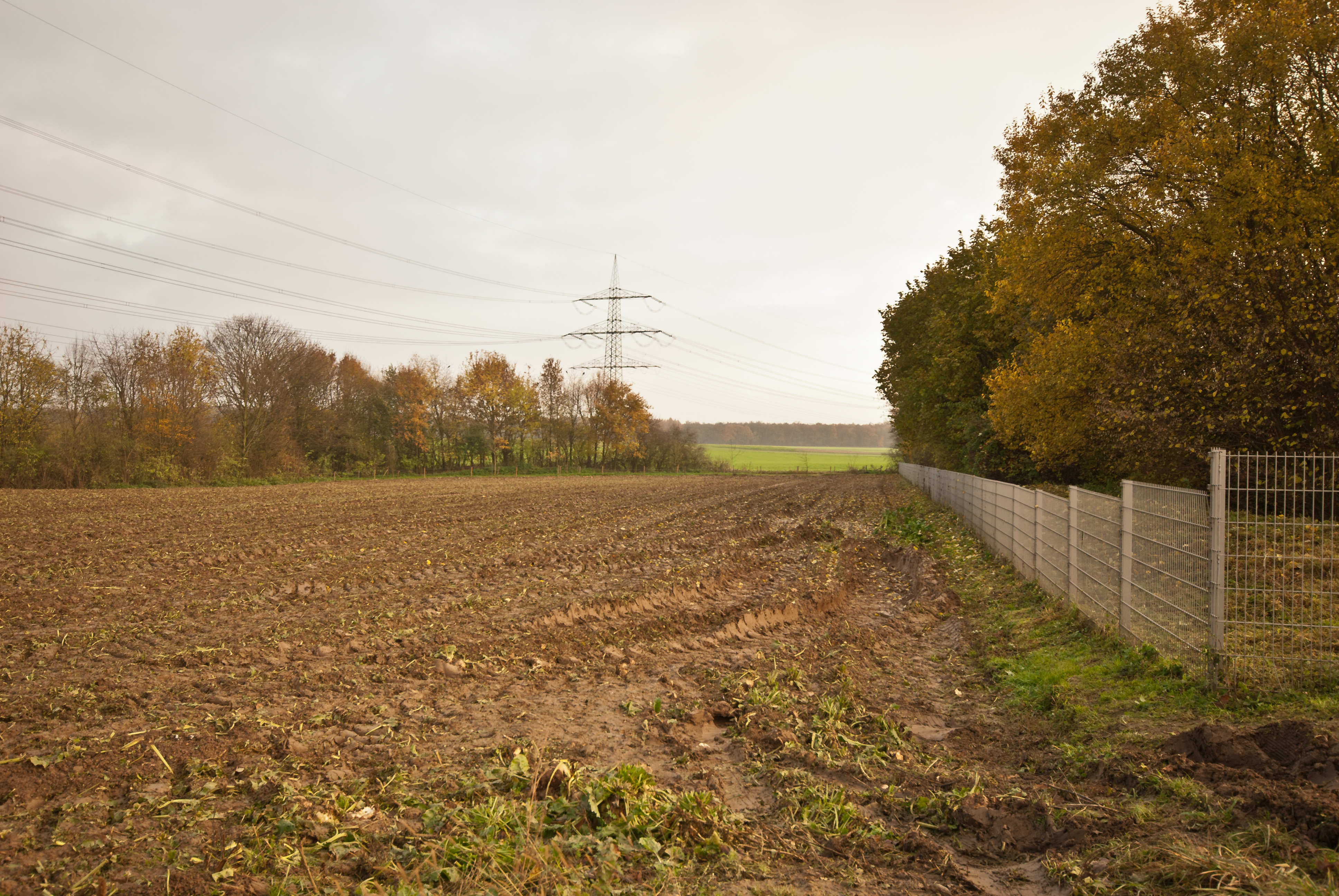
Pendant la récolte de betteraves sucrières à la fin de l'automne dans des conditions de sol très humides, les passages de machines agricoles provoquent la compaction du sol argileux.

La compaction ou tassement du sol, une forme de dégradation de la structure du sol, est l'augmentation de la densité apparente ou la diminution de la porosité du sol due à des charges appliquées à l'extérieur ou à l'intérieur. Le compactage peut nuire à presque toutes les propriétés et fonctions (en) physiques, chimiques et biologiques du sol. Avec l'érosion des sols, il est considéré comme « le problème environnemental le plus coûteux et le plus grave causé par l'agriculture conventionnelle ».
En agriculture, le tassement des sols est un problème complexe dans lequel le sol, les cultures, les conditions météorologiques et les machines interagissent. La pression externe due à l'utilisation de machines lourdes et à une gestion inappropriée du sol peut conduire au compactage du sous-sol, créant des couches imperméables dans le sol qui restreignent les cycles de l'eau et des nutriments. Ce processus peut entraîner des effets locaux touchant à la croissance, au rendement et à la qualité des cultures ainsi que des effets à distance tels que l'augmentation du ruissellement des eaux de surface, l'érosion des sols, les émissions de gaz à effet de serre, l'eutrophisation, la réduction de la recharge des eaux souterraines et une perte de biodiversité.
Contrairement à la salinisation ou à l'érosion, le compactage des sols est principalement un problème d'horizon inférieur du sol et donc un phénomène invisible. Des méthodes d'identification spéciales sont nécessaires pour localiser, surveiller et gérer le problème de manière appropriée.

## Histoire et état actuel
Le tassement du sol n'est pas un problème récent. Avant le début de l'agriculture mécanisée, l'utilisation de charrues était associée au tassement du sol. Cependant, plusieurs études ont montré que les techniques agricoles modernes augmentent le risque de tassement nocif du sol.
La base de données historiques concernant le tassement mondial des sols est généralement très faible car il n'y a que des mesures ou des estimations pour certaines régions ou pays à certains moments. En 1991, on estimait que la compaction des sols représentait 4% (68,3 millions d'hectares) de la dégradation anthropique des sols dans le monde. En 2013, le compactage des sols était considéré comme l'une des principales raisons de la dégradation des sols en Europe (environ 33 millions d'hectares touchés), en Afrique (18 millions d'hectares), en Asie (10 millions d'hectares), en Australie (4 millions d'hectares) et dans certaines régions d'Amérique du Nord.
Plus précisément, en Europe, environ 32% et 18% des sous-sols sont respectivement très et modérément vulnérables à la compaction.

## Mécanisme

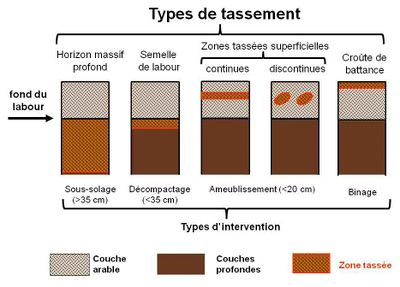
Différents types de compaction du sol en fonction de la profondeur d'occurrence et méthodes d'intervention

Dans les sols sains et bien structurés, les particules interagissent entre elles pour former des agrégats. La structure résultante du sol augmente en stabilité avec le nombre d'interactions entre les particules du sol. L'eau et l'air remplissent les vides entre les particules où l'eau interagit avec ces dernières formant une fine couche autour d'elles. Cette couche peut préserver l'interaction des particules entre elles, réduisant ainsi la stabilité de la structure du sol.
La pression mécanique appliquée au sol est contrebalancée par une augmentation des interactions des particules du sol. Cela implique une réduction du volume du sol en réduisant les vides entre les particules.
En conséquence, l'eau et l'air sont déplacés et la densité apparente du sol augmente, ce qui réduit la perméabilité à l'eau et à l'air.
La sensibilité du sol au tassement dépend de plusieurs facteurs qui influencent les interactions des particules du sol : 
- la texture du sol, les sols à texture fine (teneur élevée en argile et limon) étant plus sensibles au tassement que les sols à texture grossière [13];
- la structure du sol, les structures angulaires et hétérogènes étant plus stables [12];
- la teneur en eau du sol, une teneur élevée en eau augmente la sensibilité au compactage car la couche d'eau à la surface des particules du sol protège les interactions entre les particules du sol [11];
- la densité apparente initiale, les sols denses sont plus résistants au tassement car le nombre d'interactions entre particules est plus élevé [14];
- La teneur en matière organique augmente la résistance au tassement car la matière organique agit comme un tampon, liant les minéraux et l'eau [15];
- le pH du sol affecte les charges nettes des molécules[16].

## Causes
Le tassement du sol peut se produire naturellement par le processus de séchage et de mouillage appelé consolidation du sol,  (en géotechnique appliquée aux constructions) ou lorsqu'une pression externe est appliquée au sol. Les causes anthropiques les plus pertinentes de la compaction des sols en agriculture sont l'utilisation de machineries lourdes, la pratique du travail du sol elle-même, le choix inapproprié des systèmes de travail du sol ou de la période d'intervention ainsi que le piétinement du bétail.

Représentation schématique de la compression du sol provoquée par un passage de roue d'engin agricole.

L'utilisation de grosses et lourdes machines pour l'agriculture provoque souvent non seulement le tassement de la couche arable, l'horizon humifère, mais aussi du sous-sol. Le tassement du sous-sol est plus difficile à réduire que celui de la terre végétale. Non seulement le poids des machines, c'est-à-dire la charge par essieu, mais également la vitesse et le nombre de passages peuvent affecter l'intensité du tassement du sol,. La pression de gonflage des roues et des pneus joue également un rôle important pour le degré de tassement du sol.
Thomas Keller (Ohio State University) fait un parallèle avec l'évolution du poids des machines et le poids des Sauropodes. Il livre une analyse dans un article. Il attire l'attention sur le fait que depuis 2017 les dégâts interviennent y compris en conditions sèches. 
Que la machinerie lourde soit utilisée ou non, la pratique du travail du sol elle-même peut entraîner une compaction. Bien que la cause principale du tassement dans une activité de travail du sol soit de nos jours due au poids des machines, l'influence du tassement résultant d'équipements et d'animaux plus légers sur la terre végétale ne doit pas être négligée. De plus, des choix inappropriés ou des excès dans le travail du sol peuvent entraîner une compaction inutile. Il convient toutefois de noter que des techniques appropriées de travail du sol (technique culturale simplifiée …) pourraient réduire le tassement de la terre végétale par rapport à l'absence de travail du sol à long terme (chapître « choix des systèmes de culture »).
Le piétinement important par bétail d'élevage dans les prairies et les terres agricoles est également considéré comme une des principales causes du tassement des sols. Que le pâturage soit continu ou à court terme n'importe pas, ce qui importe, c'est l'intensité du pâturage.
Et si le cisaillement vertical est bien souvent au centre des préoccupations des ingénieurs et des exploitants agricoles s'ils sont focalisés sur la pression exercée au sol, souvent lue sur un manomètre où un logiciel, il n'en est pas de même pour le cisaillement horizontal engendré par les outils ou le patinage pour lequel il n'existe pas de données. Ce cisaillement affecte lui aussi fatalement la densité du sol et donc sa microporosité.
Les sols hydromorphes se compactent facilement en profondeur, ce qui accentue les phénomènes d'anaérobiose; ils deviennent des gleysols.

## Conséquences

### Effets sur site
Les effets majeurs sur les propriétés du sol dus à la compaction sont une réduction de la perméabilité à l'air et de l'infiltration d'eau. Les principaux effets physiques négatifs sur les plantes sont la croissance restreinte des racines des plantes et l'accessibilité aux nutriments en raison de l'augmentation de la densité apparente et de la réduction de la taille des pores du sol. Cela peut conduire à une couche arable extrêmement sèche et éventuellement provoquer la fissuration du sol car les racines absorbent l'eau nécessaire à la transpiration, de la partie supérieure du sol où elles ne peuvent pénétrer qu'à une profondeur restreinte. C'est par exemple ce qui se passe lorsqu'on a une semelle de labour créée par un passage de charrue en condition trop humide.
La capacité de rétention d'eau des sols et la réserve utile dépend de leur densité. Par ailleurs les micropores du sols lui permettent de stocker l'eau (les gros pores ne font que l'acheminer, à condition qu'ils soient reliés ou continus, et si possible verticaux, comme les galeries de vieilles racines ou de vers de terre).
Une croûte de battance (phénomène de réorganisation du sol en surface nommé battance) est un tassement très superficiel créé au moment du semis par un émiettement ou un roulage excessif ou de fortes pluies en terre fragile (limons, etc.). Elle peut compromettre la levée. Si la levée a néanmoins lieu, on procède alors (plus facilement pour les cultures en lignes espacées) à un binage qui permet d'en atténuer les effets ; cette méthode connue depuis les débuts de l'agriculture est la raison de l'adage : « Un binage vaut deux arrosages ». Ce phénomène perturbe gravement le stockage de l'eau à la parcelle, amplifie les inondations et ne peut que contribuer au phénomène de sécheresse éclair.
Les propriétés chimiques du sol sont influencées par la modification des propriétés physiques du sol. Un effet possible est une diminution de la diffusion de l'oxygène qui peut entraîner l'anaérobiose. Dans ce cas, l'augmentation de la saturation en eau du sol peut augmenter les processus de dénitrification dans le sol. Les conséquences possibles sont une augmentation des émissions de N2O, une diminution de l'azote disponible dans le sol et une efficacité réduite de l'utilisation de l'azote par les cultures. Cela peut entraîner une augmentation de l'utilisation d'engrais.
La biodiversité du sol est également influencée par une aération réduite des sols. Un compactage sévère du sol peut entraîner une réduction de la biomasse microbienne. Le compactage du sol peut ne pas influencer la quantité, mais la répartition de la macrofaune qui est vitale pour la structure du sol, y compris les vers de terre en raison de la réduction des grands pores,.
Tous ces facteurs affectent négativement la croissance des plantes et entraînent donc une baisse des rendements des cultures dans la plupart des cas. Si la compaction du sol est persistante, la perte de rendement des cultures en tant que « coût du tassement du sol » peut conduire à des pertes économiques à long terme.

### Effets hors site
Le tassement du sol et ses effets directs sont étroitement liés aux effets indirects hors site qui ont un impact global, visible uniquement dans une perspective à long terme. L'accumulation d'effets peut avoir des impacts environnementaux complexes contribuant aux problèmes environnementaux mondiaux actuels tels que l'érosion, les phénomènes de sécheresse éclair, les inondations, le changement climatique et la perte de biodiversité dans le sol.

#### Sécurité alimentaire
La compaction du sol réduit la croissance, le rendement et la qualité des cultures. Localement, ces effets peuvent avoir des impacts mineurs sur la sécurité alimentaire. Cependant, si l'on agrège les pertes d'approvisionnement alimentaire dues au tassement du sol, celui-ci peut menacer la sécurité alimentaire. Ceci est particulièrement pertinent pour les régions sujettes aux sécheresses et aux inondations. Ici, le sol compacté peut contribuer à assécher la couche arable et à augmenter le ruissellement de surface. De plus, le changement climatique peut aggraver les effets néfastes de la compaction. En effet, le changement climatique comporte des événements tels que des vagues de chaleur et des tempêtes qui peuvent augmenter le risque de sécheresse et d'inondations et ceux liés aux systèmes de drainage.

#### Changement climatique et consommation d'énergie
Le sol stocke les gaz à effet de serre (GES). Il est considéré comme un important réservoir terrestre de carbone. Offrant des services de recyclage et de filtrage des nutriments, le sol régule les flux de GES. La perte de gaz du sol dans l'atmosphère est souvent renforcée par l'influence du tassement du sol sur la perméabilité et les changements de croissance des cultures. Lorsque les sols compactés sont gorgés d'eau ou ont une teneur en eau élevée, ils ont tendance à causer des pertes de méthane (CH4) dans l'atmosphère en raison d'une activité bactérienne accrue. La libération de protoxyde d'azote GES (N2O) provient également de processus microbiologiques dans le sol et est renforcée par l'utilisation d'engrais azoté sur les terres arables.
De plus, un sol compacté nécessite un apport d'énergie supplémentaire. On utilise plus de carburant et d'engrais pour la culture que dans un sol non compacté, à cause du déficit de croissance des cultures résultant d'une efficacité réduite de l'utilisation de l'azote. La production d'engrais azoté est très exigeante en énergie.

#### Érosion, inondation et eaux de surface
La perméabilité réduite du sol compacté peut entraîner des inondations locales. Lorsque l'eau ne peut pas s'infiltrer, les bassins et l'engorgement par l'eau posent un risque général d'érosion du sol par l'eau. Sur les sols compactés, les traces de roues sont souvent le point de départ du ruissellement et de l'érosion. L'érosion des sols est susceptible d'apparaître sur les terrains en pente ou en particulier sur les terrains vallonnés. Cela pourrait conduire à un transfert de sédiments. À l'exception des effets négatifs directs pour les agriculteurs, le risque de ruissellement de surface à proximité des traces de roues affecte indirectement l'environnement hors ferme, car il redistribue par exemple « les sédiments, les nutriments et les pesticides dans le champ et au-delà ». Surtout lorsque le risque d'érosion du sol en surface est accru, l'eutrophisation des eaux de surface devient un gros problème en raison d'une quantité accrue de nutriments. Sur les zones à haut risque, comme les sols humides sur les pentes, le lisier appliqué peut s'écouler facilement. Il en résulte une perte d'ammoniac, qui pollue les eaux de surface, car il crée un manque d'oxygène, menant ainsi à la mort de nombreuses espèces ; l'érosion des sols causée par le compactage est responsable d'une baisse de la qualité de l'habitat et donc de la disparition d'espèces.

#### Eaux souterraines
Un autre effet hors site peut être observé en ce qui concerne les eaux souterraines. Le taux d'infiltration des sols des prairies sans trafic est cinq fois plus élevé que sur les sols à trafic intense. Une conséquence pourrait être une recharge réduite des eaux souterraines. Surtout dans les régions plus sèches souffrant d'un manque de réserves d'eau, cela entraîne un risque crucial. Dans les régions où « le sous-sol fournit une proportion importante de l'eau nécessaire aux cultures pour répondre aux demandes de transpiration » souvent tributaire de l'agriculture, ce danger de compactage est plus présent.
De plus, la quantité d'engrais utilisée sur les sols compactés est supérieure à ce que les plantes peuvent absorber. Ainsi, l'excédent de nitrate dans le sol a tendance à s'infiltrer dans les eaux souterraines, ce qui entraîne une Pollution des eaux souterraines (en). En raison de la diminution de la capacité de filtration du sol, la décomposition microbienne des pesticides est restreinte et les pesticides sont également plus susceptibles d'atteindre les eaux souterraines.

## Méthodes d'identification
Le compactage du sol peut être identifié sur le terrain, en laboratoire ou par télédétection. Afin d'obtenir des données et des résultats fiables, une combinaison de différentes méthodes est nécessaire car « il n'y a pas de méthode universelle unique disponible pour identifier les sols compacts ».

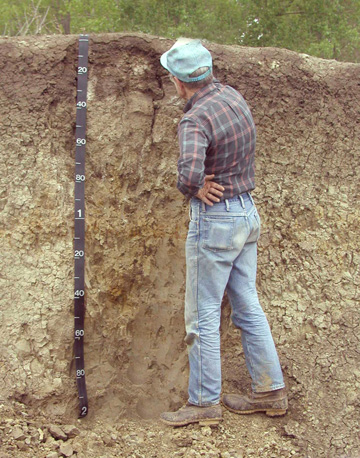
Examen d'un profil de sol et sous-sol. À première vue, les différents horizons sont identifiables par leur couleur. Une petite fosse de quelques dizaines de centimètres suffit pour identifier une semelle de labour.

Une procédure exhaustive suivie très couramment par les agronomes, pédologues et  conseillers agricoles sur le terrain consiste, après examen visuel de la parcelle, à dégager un profil de sol (et sous-sol) en creusant, à identifier les différents horizons pédologiques puis à l'apprécier visuellement et manuellement et éventuellement prélever des échantillons à diverses profondeurs. Les laboratoires d'analyse de sols fournissent ensuite les résultats demandés (texture, pH, etc.). Il peut être nécessaire de creuser plusieurs fosses d'examen. Cette procédure très fiable et exhaustive nécessite néanmoins une bonne expérience de terrain ainsi qu'une bonne connaissance des conditions locales. C'est l'examen de base en pédologie.

### Sur le terrain
Des phénomènes tels que l'engorgement de l'eau à la surface ou dans les couches souterraines, la réduction visible de la porosité et les changements de la structure du sol, l'humidité du sol et la couleur du sol sont des indicateurs du compactage du sol sur le terrain. Une couleur du sol bleu-gris et une odeur de sulfure d'hydrogène peuvent apparaître dans l'horizon supérieur à cause d'une aération insuffisante (gley). Une augmentation de la résistance du sol peut être mesurée avec un appareil appelé pénétromètre. Un autre indicateur important du compactage du sol est la végétation elle-même. Au moyen de schémas de croissance des cultures, de couleurs pâles des feuilles et de croissance des racines, il est possible de tirer des conclusions sur l'ampleur du compactage. Lorsque l'on essaie d'identifier le compactage du sol sur le terrain avec les mesures mentionnées ci-dessus, il est particulièrement important de comparer le sol potentiellement compacté avec le sol non compacté à proximité.

### En laboratoire
La densité apparente du sol, la distribution de la taille des pores, la perméabilité à l'eau et le coefficient de diffusion relatif apparent des gaz donnent un bon aperçu de la perméabilité des sols à l'air et à l'eau et donc sur le degré de compactage. Étant donné que les pores grossiers sont les plus importants pour l'infiltration d'eau et l'échange de gaz et leur transport, il est recommandé de se concentrer sur eux lors de la mesure de la porosité et du coefficient de diffusion. Les données obtenues dans un laboratoire sont fiables si une quantité suffisante d'échantillons a été analysée. C'est pourquoi il est nécessaire de recueillir un grand nombre d'échantillons de sol sur l'ensemble de la parcelle concernée.

### Télédétection
La télédétection aide à reconnaître les altérations de la structure du sol, la croissance des racines, les capacités de stockage de l'eau et l'activité biologique ; « la détection de ces caractéristiques directement à la surface du sol nu ou indirectement par la végétation conduit à identifier ce type de dégradation ». Ceci est particulièrement utile pour les grandes surfaces. Pour prévenir le compactage du sol, la télédétection peut modéliser la sensibilité des sols en tenant compte de la texture du sol, de la valeur de la pente, du régime hydrique et de facteurs économiques tels que le type d'agriculture ou les machines utilisées.
Les compactions pouvant modifier la distribution de l'eau dans le sol et conduire à la formation de nappe perchée pourraient altérer la télédétection puisque les conditions opératoires s'écartent des conditions où les corrélations de calibrage ont été effectuées. Cependant la mesure par les sondes a été remise en cause en 2023 car les relevés des thermomètres à bulbe humide ne collent pas avec la modélisation,.

### Limites
Le compactage du sol est souvent local et dépend de nombreux facteurs qui peuvent varier à quelques mètres près. Il est donc très difficile d'estimer la sensibilité des sols au compactage à grande échelle. Étant donné que les méthodes de télédétection ne sont pas en mesure d'identifier directement le compactage des sols, il existe des limites à l'identification, la surveillance et la quantification, en particulier à l'échelle mondiale. Les méthodes d'identification mentionnées ci-dessus sont insuffisantes pour de grandes zones car il n'est pas possible d'obtenir une taille d'échantillon suffisamment grande sans endommager le sol pour un coût raisonnable.

## Évitement et atténuation
Il faut plusieurs décennies pour une restauration partielle du sol compacté et il est donc extrêmement important de prendre des mesures afin de régénérer les fonctions du sol. Le compactage du sol étant très difficile à identifier et à inverser, une attention particulière doit être accordée à l'évitement et à l'atténuation.

### Effets  liés au climat
Aux latitudes moyennes, le sol s'ameublit naturellement sous l'effet des alternances humidité-sécheresse (s'il s'agit d'un sol hydromorphe l'effet sera plus marqué s'il est drainé) et du gel profond. Cependant les gels profonds  deviennent rares à ces latitudes hors terrains de montagne (Réchauffement climatique).

### Réponses des politiques publiques
L'Assemblée générale des Nations unies a décidé de lutter contre la dégradation des terres. En particulier, les États membres se sont engagés à « utiliser et diffuser la technologie moderne pour la collecte, la transmission et l'évaluation des données sur la dégradation des terres ».
L'Union européenne s'attaque au compactage des sols avec le septième programme d'action pour l'environnement de l'UE, entré en vigueur en 2014. Il reconnaît que la dégradation des sols est un défi majeur et déclare que d'ici 2020, les terres devraient être gérées de manière durable dans l'ensemble de l'Union.
Les gouvernements nationaux ont réglementé les pratiques agricoles afin d'atténuer l'effet du compactage des sols. Par exemple, en Allemagne, les agriculteurs sont régis par la loi fédérale sur la conservation des sols. La loi stipule que les agriculteurs ont l'obligation de précaution envers le compactage des sols conformément aux bonnes pratiques reconnues. Les bonnes pratiques peuvent varier d'un cas à l'autre, impliquant une variété de méthodes biologiques, chimiques et techniques.

### Méthodes biologiques

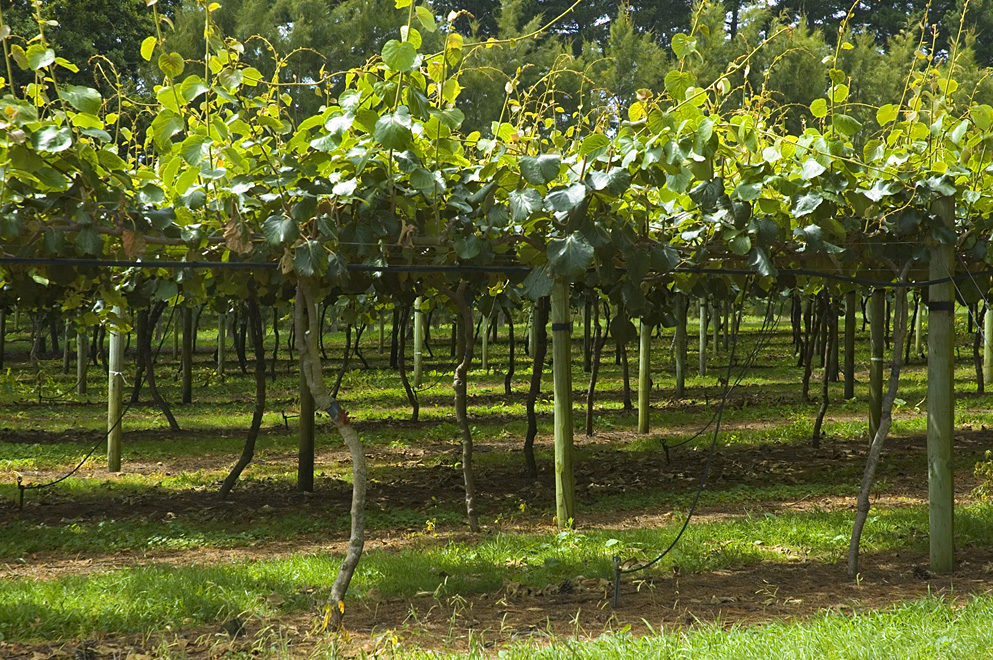
Verger de kiwi à entre-rangs enherbés en Nouvelle-Zélande. Le rang, sur lequel ne vient s’appuyer aucun matériel, reste travaillé.

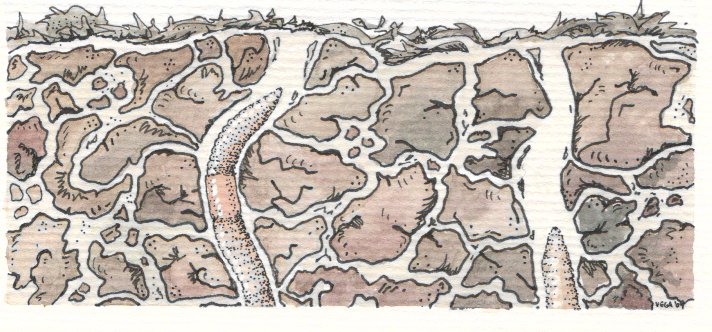
Lombric commun

L'introduction de plantes à enracinement profond, les cultures associées comportant de telles plantes, l'enherbement des vignes, vergers et houblonnières, l'apport de matière organique, la culture d'engrais verts ou de plantes pérennes, l'enfouissement des pailles sont des moyens naturels de régénérer les sols compactés. L'apport de fumier ou de compost amène des lombrics ; le lombric commun forme des galeries verticales et est capable des percer une semelle de labour, ses galeries peuvent atteindre 2 m de profondeur.
Les cultures à enracinement profond fournissent des cycles de mouillage et de séchage induits par les cultures qui fissurent le sol, brisent les couches de sol imperméables par pénétration des racines et augmentent la matière organique. La technique du zaï décrit un système de plantation de fosses creusées dans un sol pauvre. Ces fosses, d'un diamètre moyen de 20 à 40 cm et une profondeur de 10–20 cm, sont remplis de matière organique puis ensemencés après les premières pluies de la saison. Cette technique conserve le sol, capture l'eau et réhabilite progressivement la structure et la santé du sol sous-jacent. Le passage de l'agriculture conventionnelle à l'agroforesterie  est une manière radicale de régénérer les sols mais qui nécessite un bouleversement des itinéraires culturaux. Les systèmes agroforestiers visent la stabilisation du rendement annuel ainsi que le maintien sain de l'écosystème en combinant la culture de plantes cultivées et d'arbres de préférence productifs sur le même site.

### Méthodes chimiques
Étant donné que le compactage du sol peut conduire à une croissance réduite des cultures et donc à un rendement économique réduit, l'utilisation d'engrais, en particulier d'azote et de phosphore, augmente. Cette demande croissante pose plusieurs problèmes. Le phosphore se trouve dans les dépôts marins, les dépôts magmatiques ou de guano, qui sont des dépôts récents d'excréments d'oiseaux marins. Le phosphore extrait des gisements marins peut contenir du cadmium et de l'uranium. Les deux éléments peuvent avoir des effets toxiques sur le sol, les plantes et donc pour l'homme ou l'animal en tant que consommateur.
Une autre opportunité d'augmenter la fertilité des sols, en plus de l'utilisation d'engrais minéraux, est le chaulage (apport d'amendements calciques ou calco-magnésiens). Grâce au chaulage, le niveau du pH et la saturation en bases sont relevés à un niveau approprié pour les micro-organismes et en particulier pour les vers de terre dans la couche arable. Grâce à une activité accrue de cette faune et à l'ameublissement, la porosité et la perméabilité à l'eau et à l'air du sol devraient être améliorés.

### Méthodes techniques

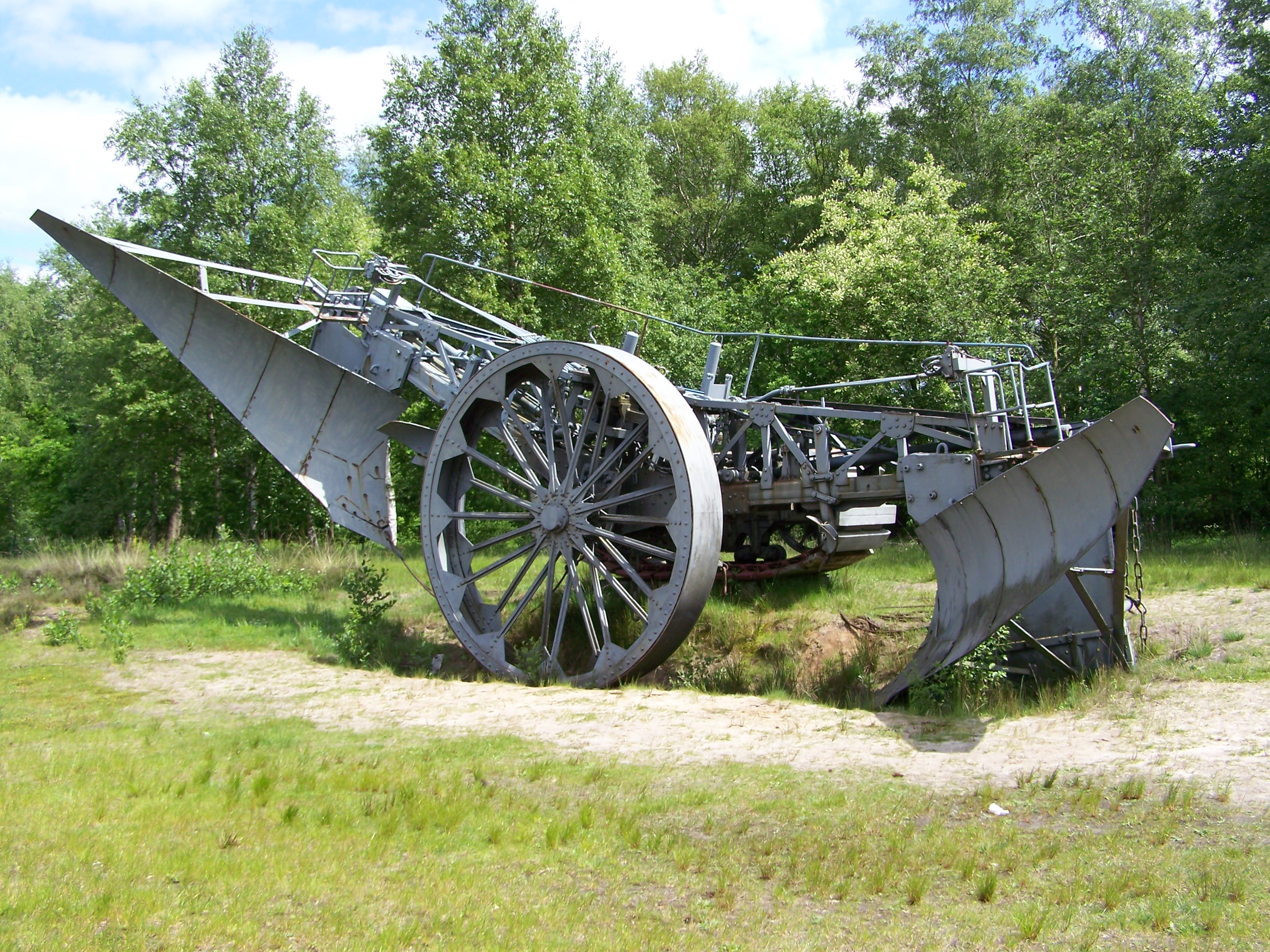
Les charrues-balance étaient tirées au treuil pour éviter la compaction de la partie principale de la parcelle par la locomobile. Ici une défonceuse utilisée autrefois pour le décompactage profond avec un seul corps géant.
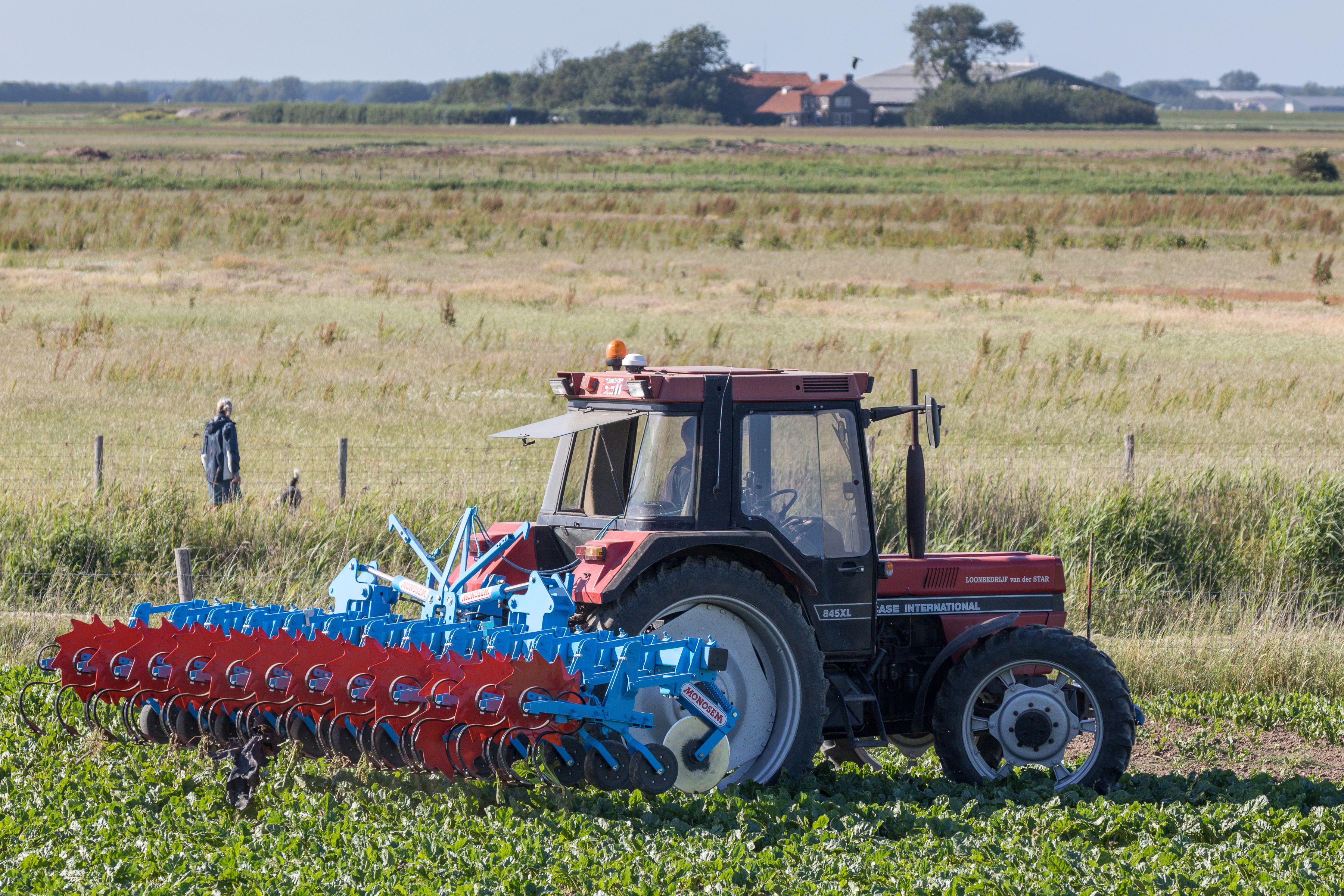
Bineuse de précision Monosem sur tracteur à roues étroites, utilisable pour casser une croûte de battance entre les rangs de semis ou plantation.
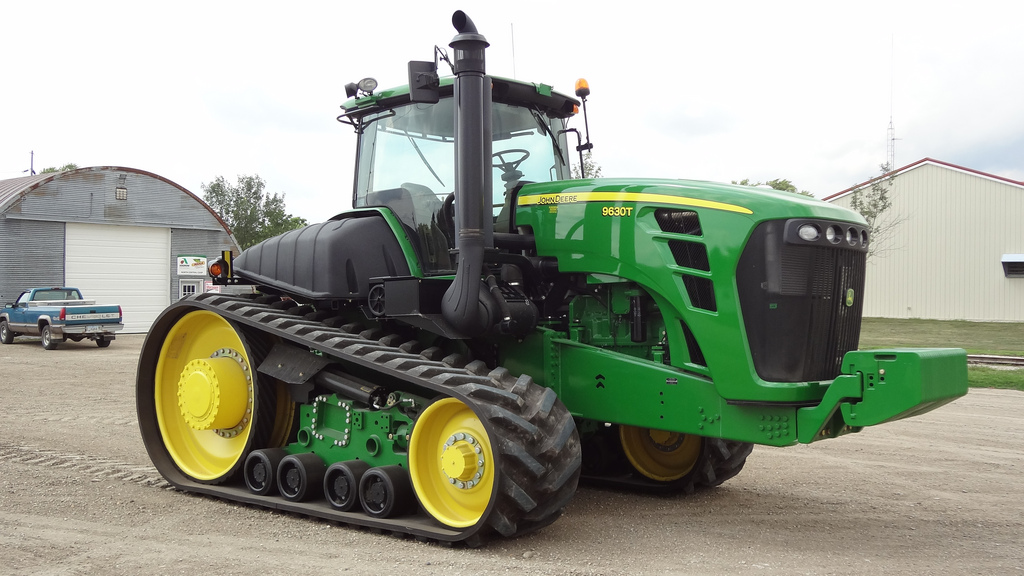
Type de chenille le plus souvent utilisé pour limiter la compaction du sol par les tracteurs de forte puissance.
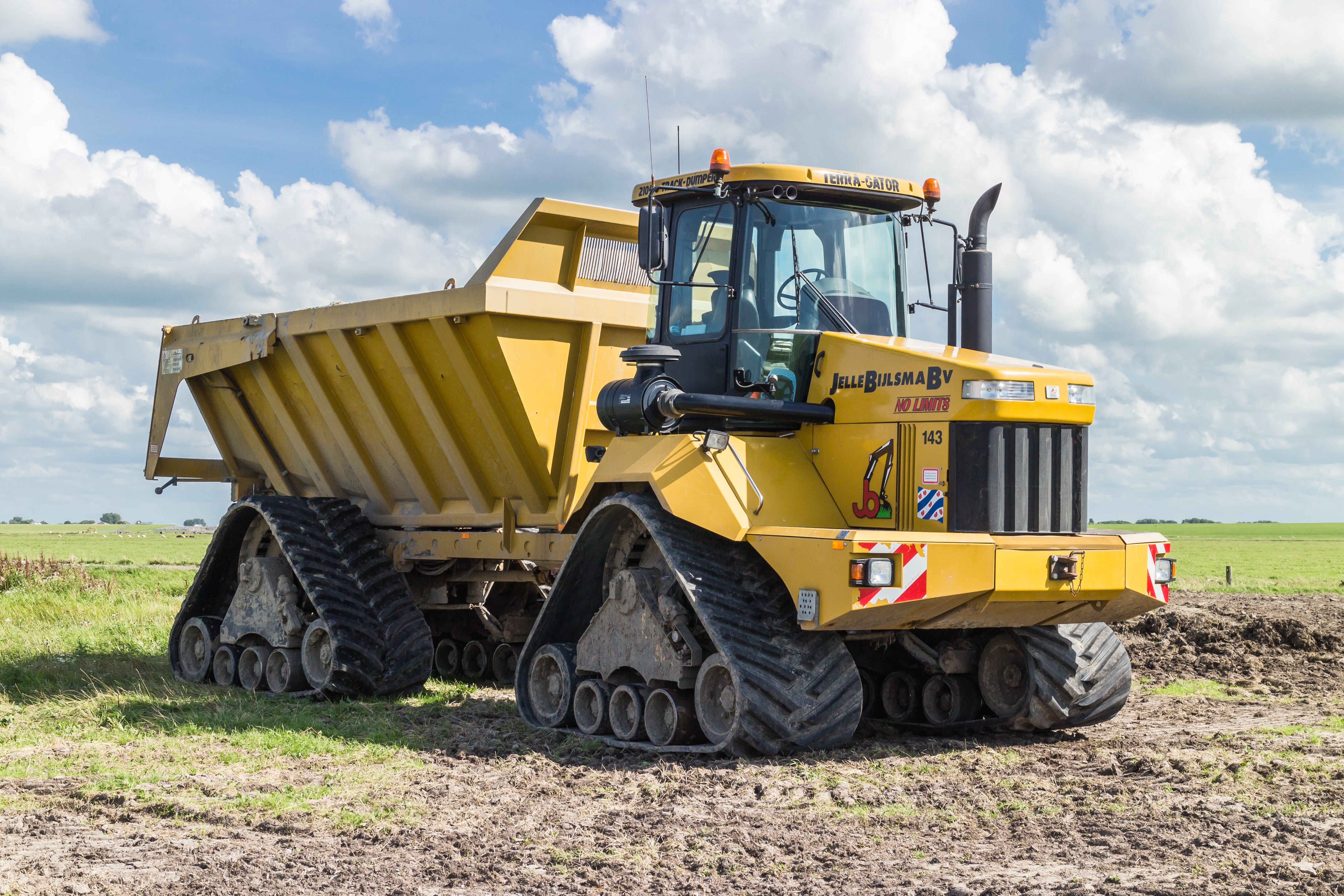
Système de chenilles delta [vue détaillée en cliquant] pour les moissonneuses-batteuses et les engins agricoles articulés comme les tracteurs très puissants : ici un tombereau dans un polder aux Pays-Bas.
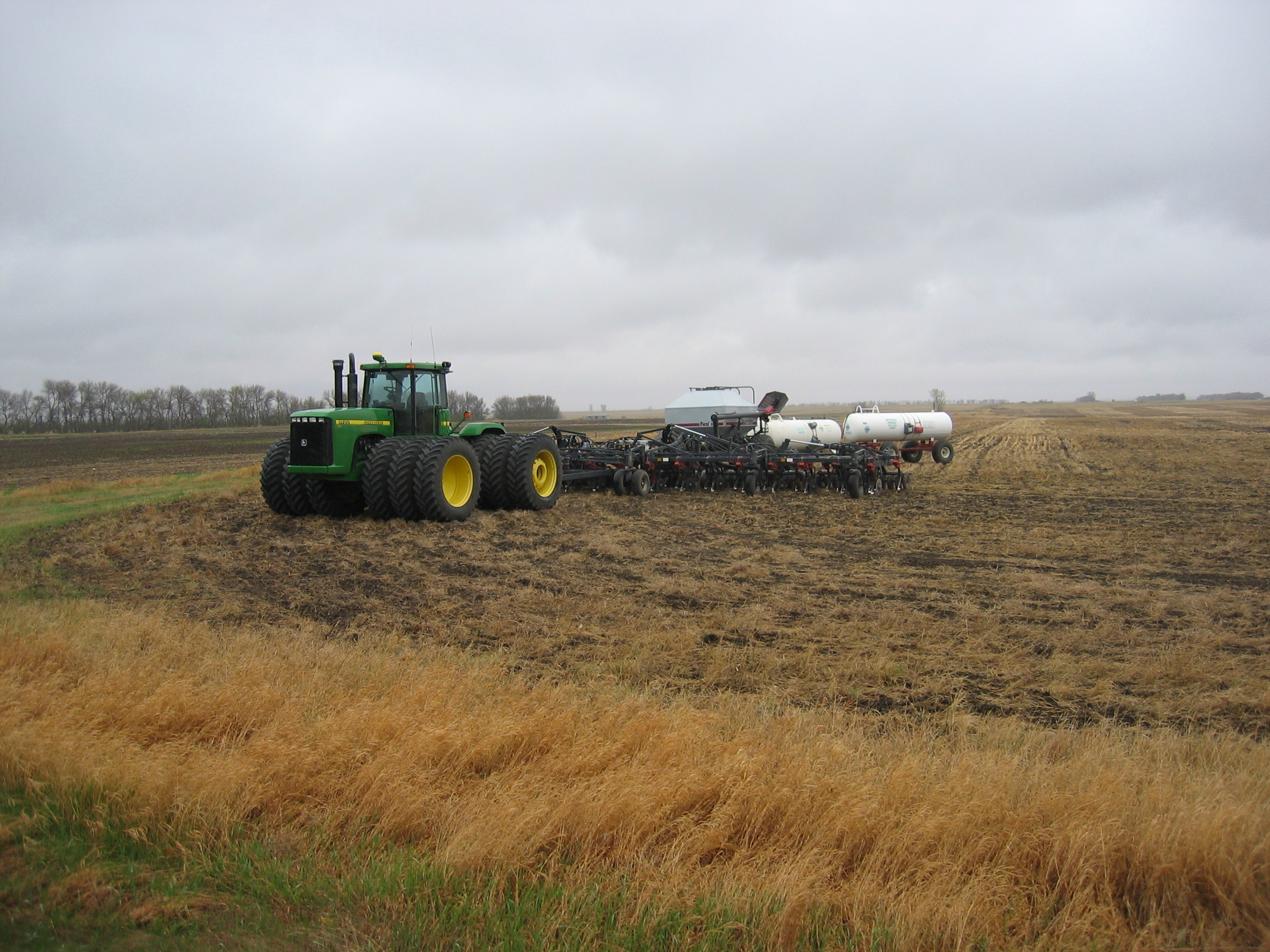
Tracteur articulé avec roues triplées. L'inconvénient par rapport aux chenilles réside dans la grande largeur hors-tout.
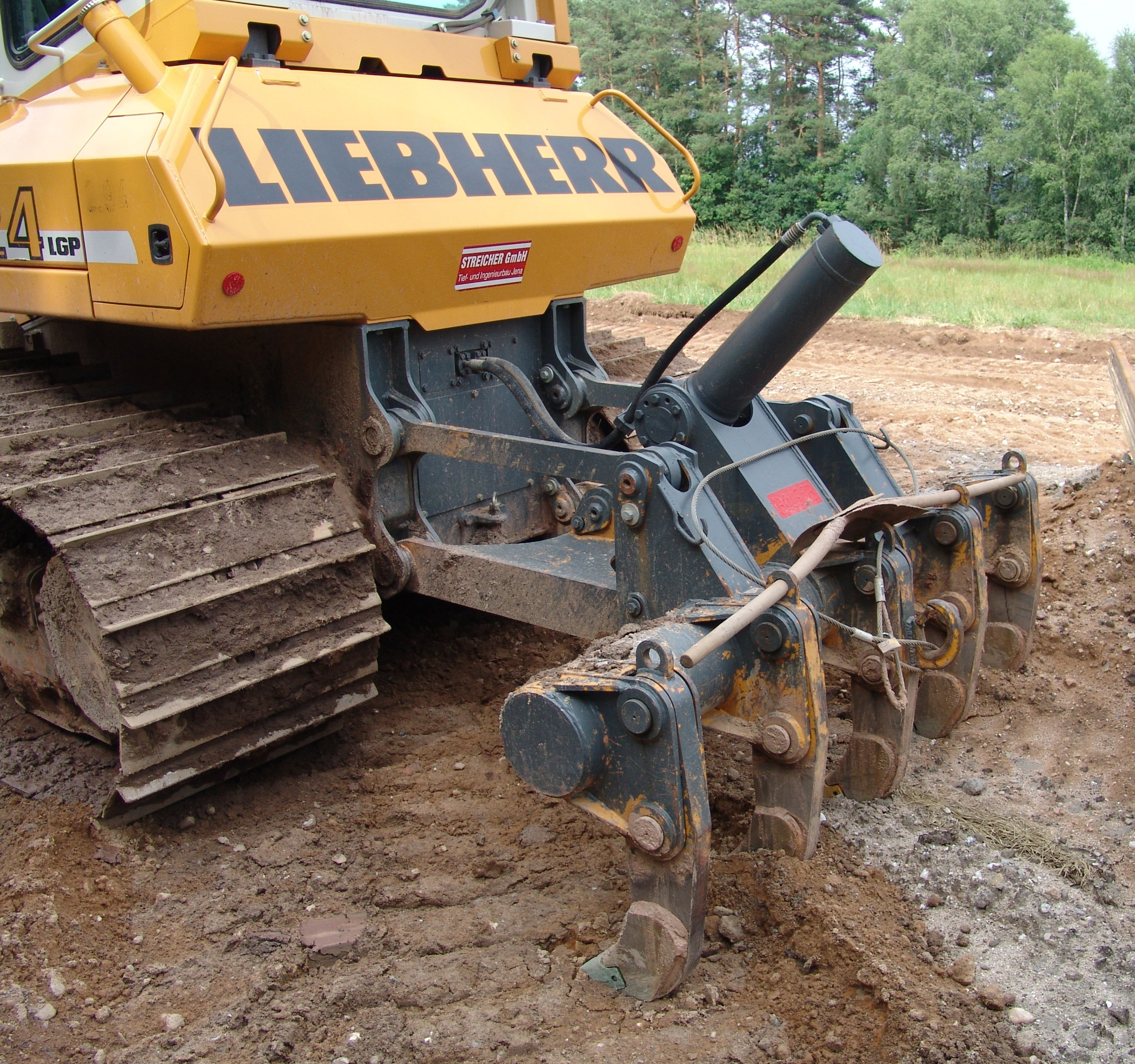
Ripper sur chenillard. Il est surtout utilisé en défrichage et avant plantation forestière, d'arbres fruitiers ou de haies.
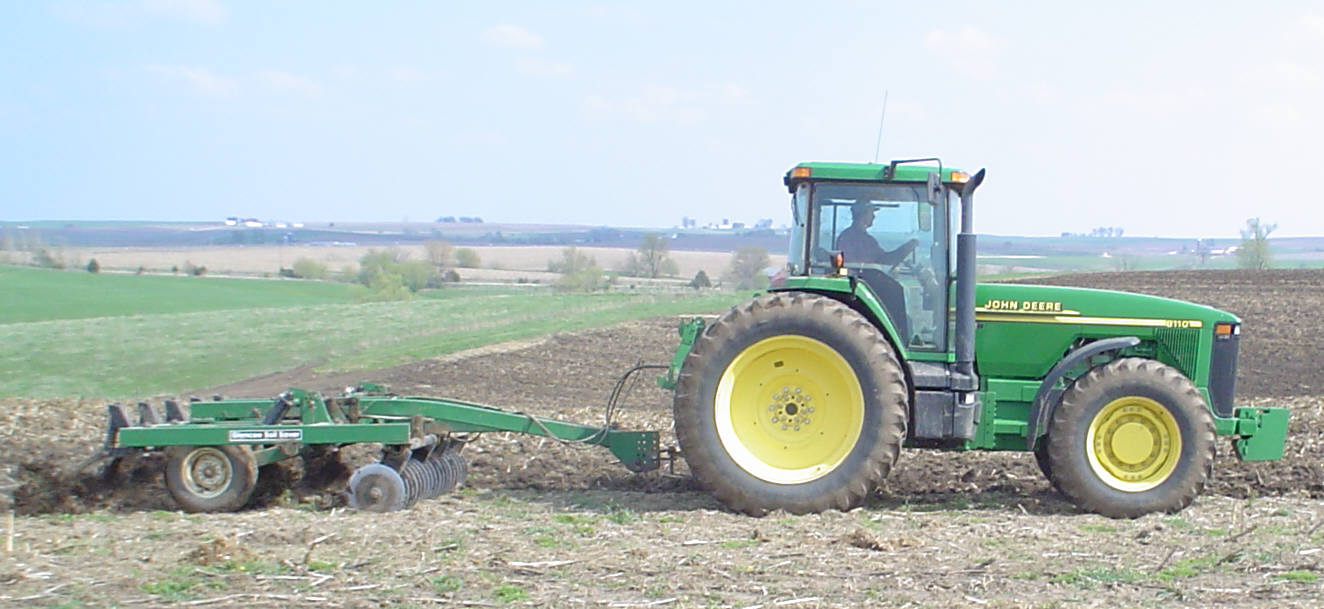
Décompactage au chisel (30 à 40 cm de profondeur). Il doit être réalisé en condition suffisamment sèche. Ce type d'outil est aussi appelé décompacteur.
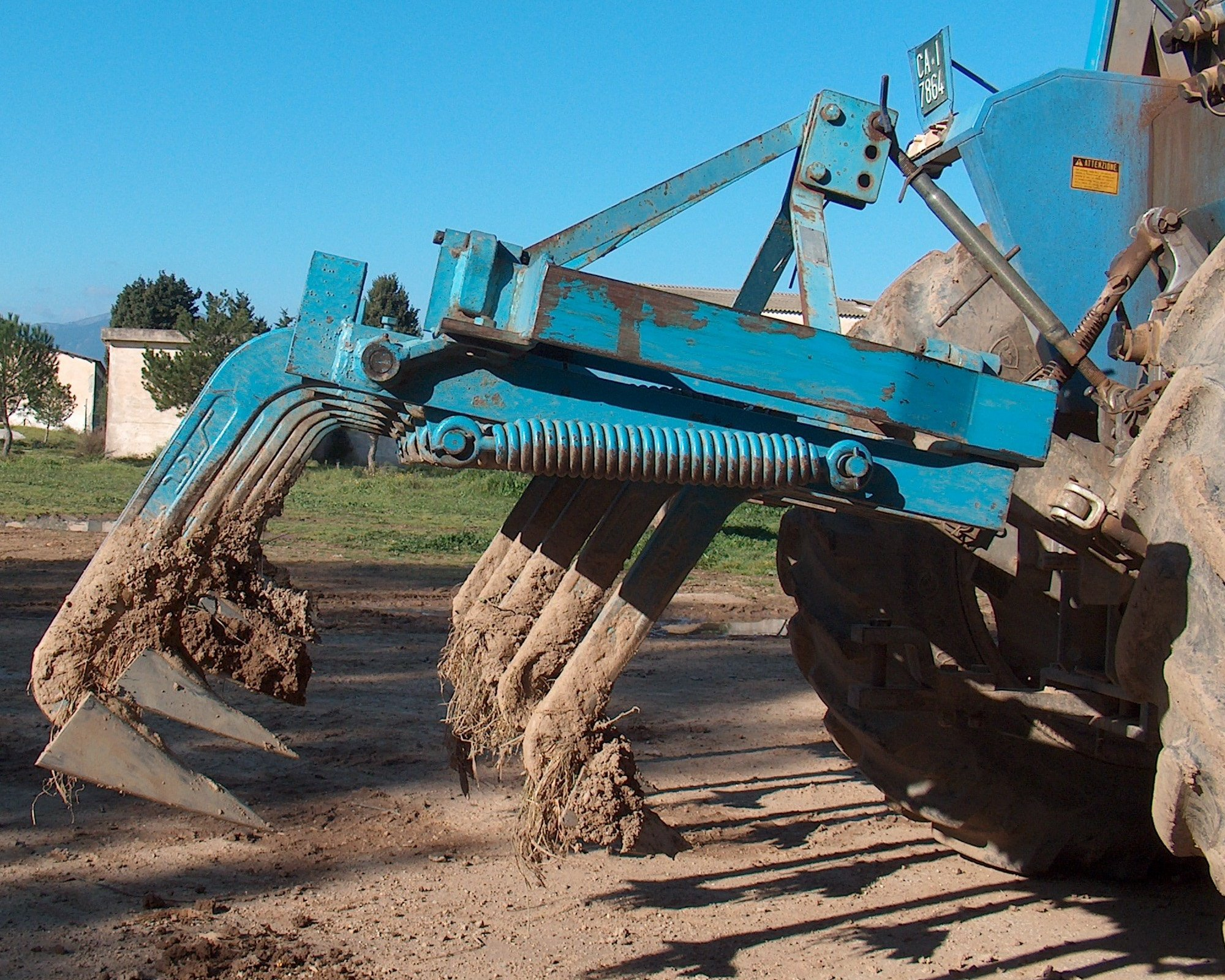
Dents de type chisel équipées de socs triangulaires « Jallu » favorisant l'ameublissement.
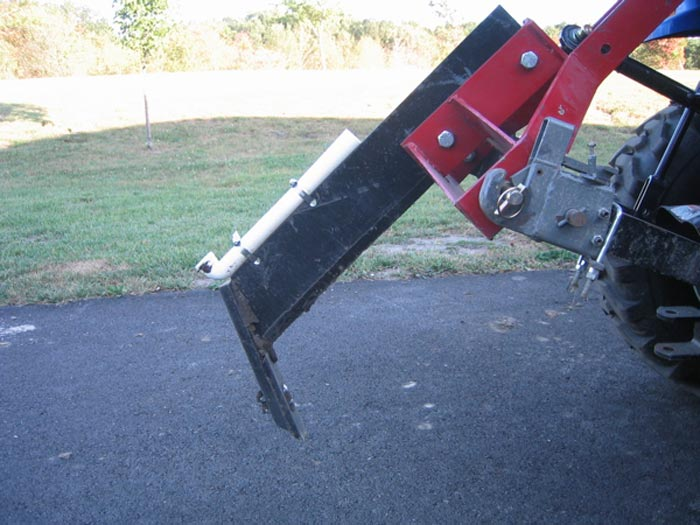
Sous-soleuse : outil simple destiné au décompactage profond (35-50cm).
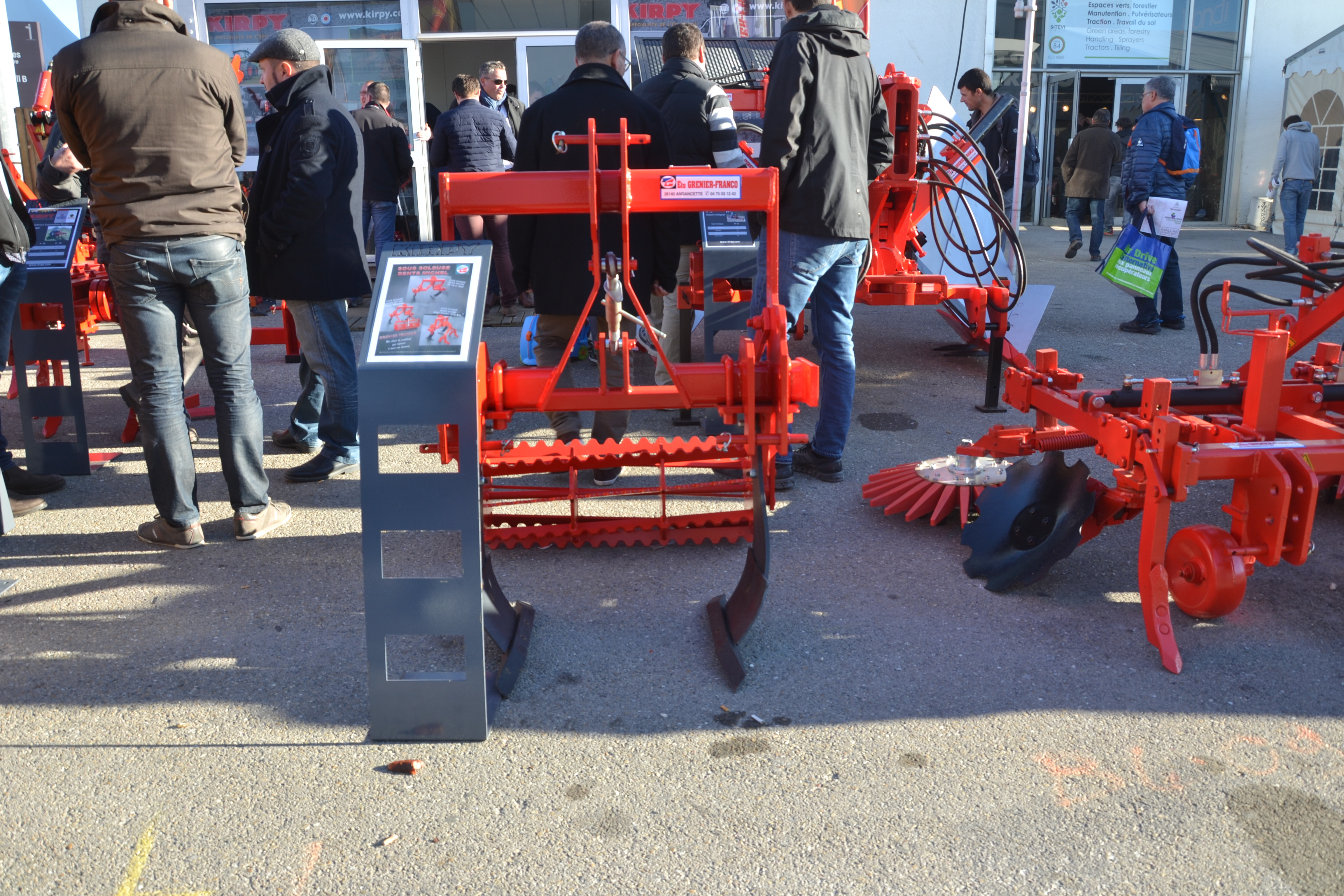
Sous-soleuse double pour décompactage profond avant plantation de vigne.
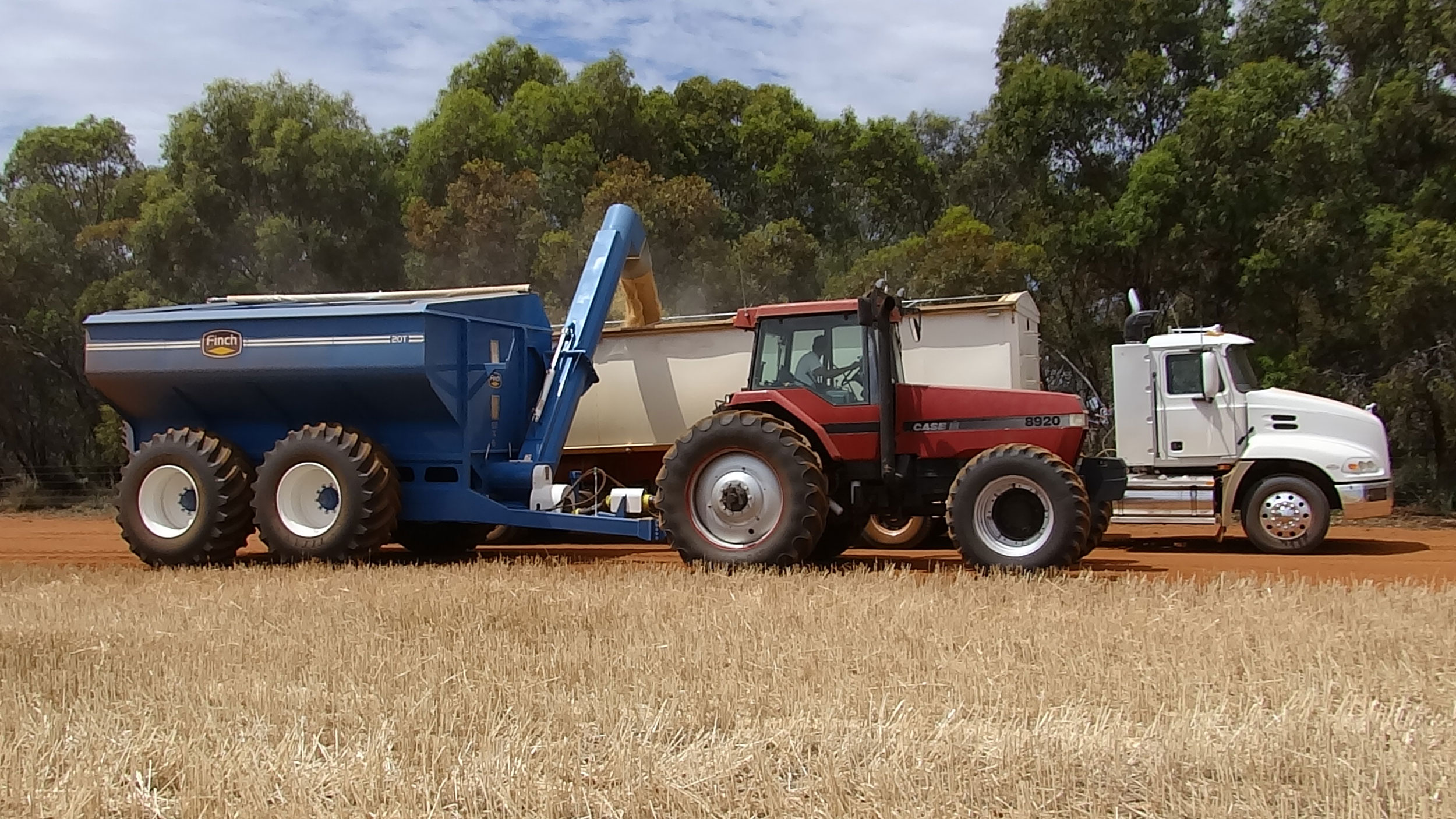
Pour les récoltes, l'utilisation d'un transbordeur bien chaussé sur le champ permet d'éviter la compaction qu'occasionneraient des camions routiers ou des bennes ordinaires.

#### Utilisation rationnelle des trains de roulement
Les méthodes techniques visent principalement à réduire et contrôler la pression appliquée au sol par les machines lourdes. Tout d'abord, l'idée d'un passage contrôlé des roues consiste à séparer les pistes de roues de la zone d'enracinement des plantes. On s'attend à une réduction de la superficie compactée par les pneus, réduisant ainsi les effets négatifs sur la croissance des cultures. Dans certaines régions, la technologie SIG (système d'information géographique) a été introduite pour mieux surveiller et contrôler les trajets. Ces méthodes permettent d'envisager de mettre en place des pistes de travail permanentes dont les passages de roues seraient sacrifiés. Cela suppose des techniques très précises de géolocalisation, d'adopter une largeur de travail standard et d'abandonner le labour qui détruirait les pistes. Il faut alors utiliser systématiquement cette largeur standard ou ses multiples ainsi qu'une voie standard pour tous les matériels de l'exploitation.
La faible pression des pneus (moins de 1,5 bar) est un autre moyen de répartir la pression appliquée sur une plus grande surface et d'adoucir la pression globale. Le télégonflage permet de modifier rapidement la pression des pneus, par exemple, pour passer de la pression normale sur route à la pression réduite au champ. Pour une gestion intégrée, il est recommandé de modéliser par ordinateur la parcelle cultivée en fonction de sa vulnérabilité au compactage afin de minimiser les passages sur les parties vulnérables. Les chenilles diminuent aussi la pression au sol malgré leur poids. Les chenilles en caoutchouc et les pneus larges ou jumelés à basse pression conviennent mieux en agriculture.

#### Écoulement des eaux
La maîtrise de l'écoulement superficiel des eaux par le labour en billons ou planche, la création de rigoles et fossés et le drainage permettent d'améliorer la structure du sol à long terme et diminuent les risques de compaction.

#### Choix des systèmes de culture et de récolte
Les techniques culturales simplifiées (TCS, comprenant au moins la suppression du labour) peuvent contribuer à une meilleure structure du sol car elles conservent plus d'eau que le travail du sol traditionnel et demandent moins de puissance pour la même largeur de travail donc des  tracteurs moins lourds; cependant, comme le travail du sol consiste en une préparation du champ en vue du semis ou de la plantation, les TCS ne donnent pas nécessairement un résultat positif. La décompaction d'horizons profonds au ripper  ou d'une semelle à la charrue-chisel (pseudo-labour), même à intervalles de plusieurs années, peut être bénéfique à la croissance des plantes et à l'état du sol et complémentaire du non-labour.
Un matériel de puissance adaptée aux besoins de l'exploitation doit permettre d'éviter de travailler en période trop humide, particulièrement lorsque les récoltes ont lieu pendant une saison difficile (automne). Dans le cas de la récolte des betteraves, par exemple, on peut préférer utiliser des machines décomposées au lieu d'une intégrale (effeuilleuse, tracteur, arracheuse, nettoyeuse-chargeuse) dont le poids peut dépasser 10 tonnes.

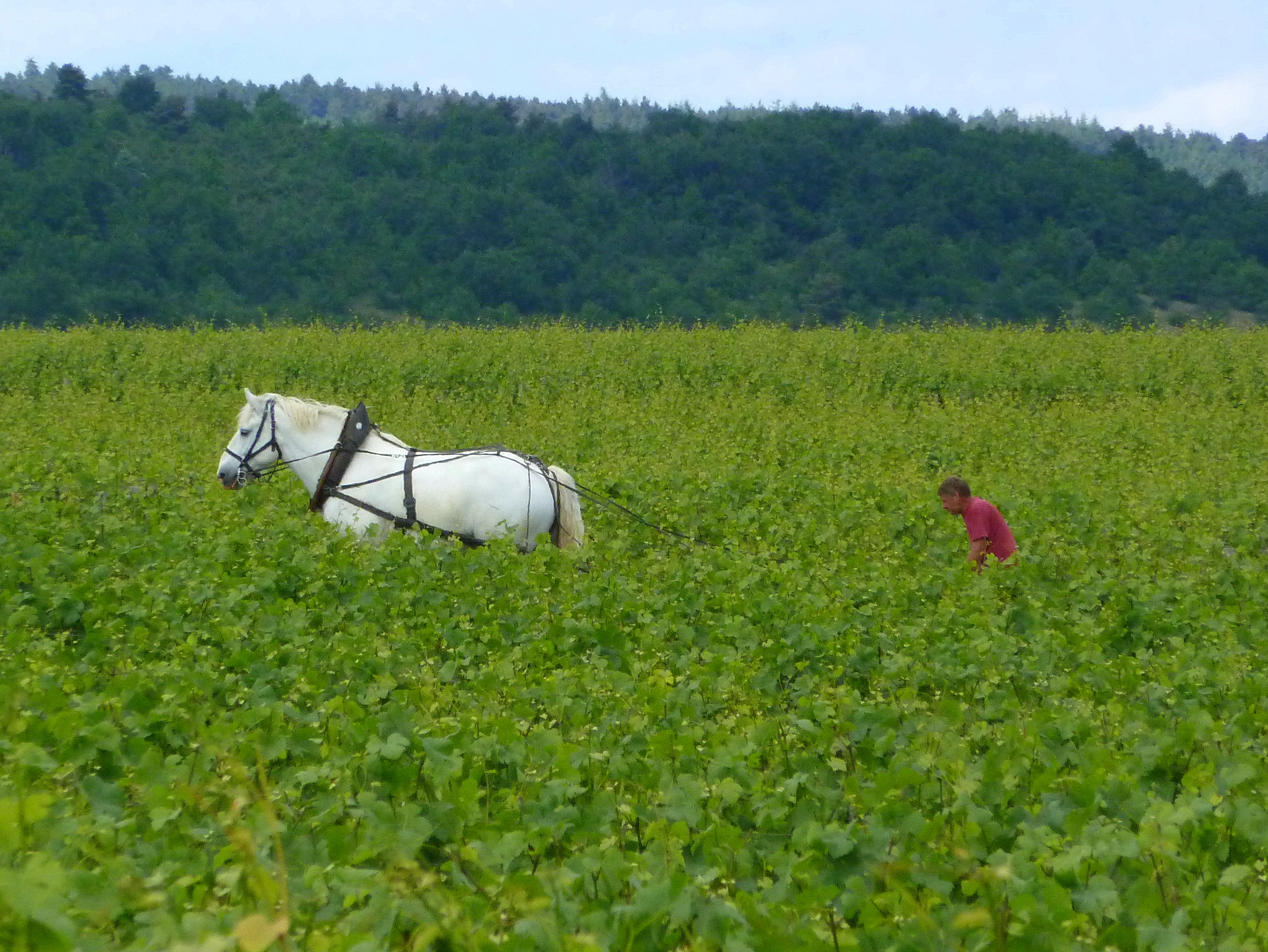
Labour avec un cheval dans le vignoble de Vosne-Romanée en 2011.

Le cheval est utilisé dans certaines circonstances lorsque l'accès est difficile : vignes prestigieuses ou bio, débardage en montagne, etc.